# 동북방면혼성단
동북방면혼성단(일본어: 東北方面混成団 도호쿠호멘콘세이단[*], 영어: JGSDF North Eastern Army Combined Brigade)은 동북방면대의 직할 교육훈련 및 예비자위관 관리부대이다. 
2006년 3월 27일, 동북방면혼성단이 옛 제1교육연대인 제119교육대대, 제2육조교육대, 제6사단 제38보통과연대를 편성하여 센다이 주둔지에서 창설되었다.

## 편성
- 단 본부 - 센다이 주둔지
- 제38보통과연대 - 다카조 주둔지
- 제119교육대대 - 다카조 주둔지
- 제2육조교육대 - 센다이 주둔지
  - 공통교육중대
  - 보통과교육중대
  - 통신교육중대
  - 특과교육중대
  - 상급육조교육중대

## 계보
- 2006년 3월 27일, 일본어: 東北方面混成団
  - 영어: JGSDF North Eastern Army Combined Brigade